# Tip en Tap
Tip en Tap is een Belgische animatieserie met 26 episodes die aan televisie in 1971 geproduceerd werden, ontwikkeld door Belgische Radio- en Televisieomroep (BRT). De Nederlandse versie werd vertaald en verteld door Arnold Gelderman.